# European Border Breakers Awards

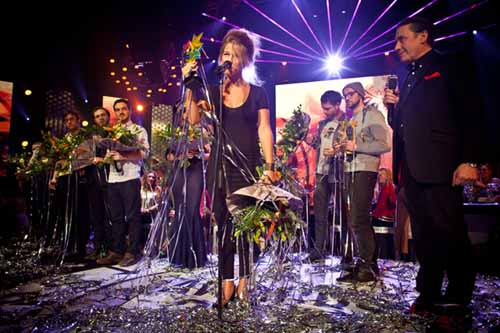
Premio europeo Border Breakers - Selah Sue - di Mike Breeuwer

Dal 2004 al 2018 i premi europei Border Breakers (European Border Breakers Awards - EBBA) sono stati assegnati a dieci artisti o gruppi emergenti che nel corso dell'anno precedente hanno riscosso successo al di fuori del proprio paese con il loro primo album distribuito a livello internazionale. Tra i vincitori del premio figurano: Adele, Tokio Hotel, The Baseballs, ZAZ, Lykke Li, Miike Snow, Milow, Katie Melua, Damien Rice, Caro Emerald, Stromae, Mumford & Sons, Tiziano Ferro e Giusy Ferreri, Dua Lipa.

## Organizzazione
Il premio EBBA è stato istituito dalla Commissione europea ed è un premio dell'Unione europea. La selezione e la cerimonia di premiazione sono organizzate dalla Noorderslag Foundation, incaricata di promuovere la diffusione della musica pop europea.

## Partner
- Unione europea di radiodiffusione (UER)[5]
- Il programma europeo di scambio di talenti (ETEP), che crea una rete tra i festival di musica pop in Europa, facilita la prenotazione di gruppi europei dall'estero[5] e fornisce informazioni ai media sugli artisti emergenti.[6]

## Selezione dei vincitori
La selezione degli artisti e dei gruppi nominati al premio Border Breakers avviene sulla base dei seguenti criteri:
- Il successo della prima distribuzione internazionale nei paesi europei diversi dal paese di appartenenza dell'artista nel corso dell'anno precedente
- La classifica dei passaggi in radio ottenuti dall'artista sulle emittenti radiofoniche dell'Unione europea di radiodiffusione (UER)
- Il successo riscosso dall'artista all'estero in occasione dei festival europei (ETEP)[7]

## Premio del pubblico

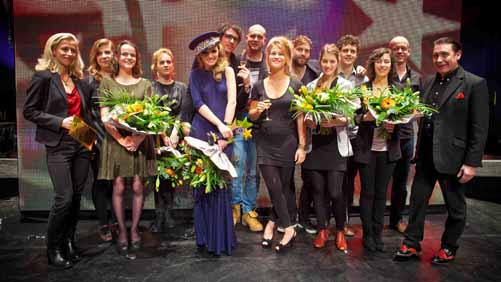
Premio europeo Border Breakers 2011 – Tutti i vincitori - di Mike Breeuwer

Dal 2010 si può votare anche  online per decidere quale vincitore del premio EBBA riceverà anche il Premio del pubblico.  Il primo vincitore è stato il cantautore belga Milow.  Nel 2011 ha vinto la band tedesca The Baseballs.

## Lo spettacolo
Dal 2009 la cerimonia di premiazione avviene ogni anno a gennaio in occasione del Eurosonic Noorderslag festival a Groningen (Paesi Bassi). Conduce lo show il presentatore e musicista della BBC Jools Holland.  I vincitori del premio EBBA si esibiscono sia durante lo spettacolo che nel corso del festival. I vincitori delle edizioni precedenti vengono invitati a esibirsi come ospiti speciali. La cerimonia è registrata dall'emittente pubblica olandese NOS/NTR e trasmessa su Ned 3.  Lo spettacolo viene trasmesso ogni anno da diversi canali televisivi europei.

## Contesto

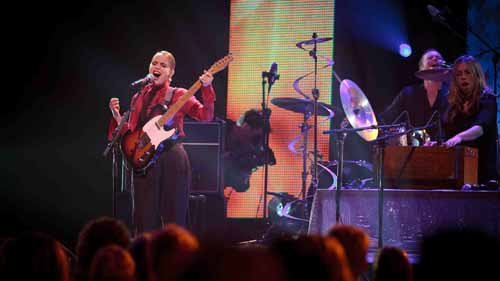
Premio europeo Border Breakers 2012 - Anna Calvi - di Mike Breeuwer

Il premio EBBA è stato istituito dalla Commissione europea nel 2004  con l'obiettivo di promuovere la circolazione transfrontaliera di repertori della musica pop e di porre in risalto la grande diversità musicale dell'Europa. Il premio europeo Border Breakers è sostenuto dal programma Cultura dell'UE, finalizzato a promuovere la mobilità transfrontaliera degli artisti e dei professionisti della cultura, stimolare la circolazione transnazionale delle produzioni culturali e artistiche e incoraggiare il dialogo interculturale.

## Vincitori dell'EBBA 2014
| Paese       | Artista       | Album                                    |
| ----------- | ------------- | ---------------------------------------- |
| Austria     | GuGabriel     | Anima(L)                                 |
| Danimarca   | Lukas Graham  | Lukas Graham                             |
| Francia     | Woodkid       | The Golden Age                           |
| Germania    | Zedd          | Clarity                                  |
| Islanda     | Ásgeir        | Dýrð í dauðaþögn                         |
| Irlanda     | Kodaline      | In a Perfect World                       |
| Paesi Bassi | Jacco Gardner | Cabinet of Curiosities                   |
| Norvegia    | Envy          | The Magic Soup and the Bittersweet Faces |
| Svezia      | Icona Pop     | This Is... Icona Pop                     |
| Regno Unito | Disclosure    | Settle                                   |

## Vincitori dell'EBBA 2013
| Paese       | Artista                   | Album                       |
| ----------- | ------------------------- | --------------------------- |
| Danimarca   | Nabiha                    | More Cracks                 |
| Estonia     | Ewert and the Two Dragons | Good Man Down               |
| Finlandia   | French Films              | Imaginary Future            |
| Francia     | C2C                       | Tetra                       |
| Islanda     | Of Monsters and Men       | My Head Is an Animal        |
| Portogallo  | Amor Electro              | Cai o Carmo e a Trindade    |
| Spagna      | Juan Zelada               | High Ceilings & Collarbones |
| Svezia      | Niki & The Dove           | Instinct                    |
| Paesi Bassi | Dope D.O.D.               | Branded                     |
| Regno Unito | Emeli Sandé               | Our Version of Events       |

## Vincitori dell'EBBA 2012
| Paese       | Artista                | Album                |
| ----------- | ---------------------- | -------------------- |
| Austria     | Elektro Guzzi          | Elektro Guzzi        |
| Belgio      | Selah Sue              | Selah Sue            |
| Danimarca   | Agnes Obel             | Philharmonics        |
| Francia     | Ben l'Oncle Soul       | Soulman              |
| Germania    | Boy                    | Mutual Friends       |
| Irlanda     | James Vincent McMorrow | Early in the Morning |
| Paesi Bassi | Afrojack               | Lost and Found       |
| Romania     | Alexandra Stan         | Saxobeats            |
| Svezia      | Swedish House Mafia    | Until One            |
| Regno Unito | Anna Calvi             | Anna Calvi           |

Vincitore del Premio del pubblico: Selah Sue

## Vincitori dell'EBBA 2011
| Paese       | Artista        | Album                                |
| ----------- | -------------- | ------------------------------------ |
| Danimarca   | Aura Dione     | Columbine                            |
| Germania    | The Baseballs  | Strike                               |
| Francia     | ZAZ            | ZAZ                                  |
| Norvegia    | Donkeyboy      | Caught                               |
| Romania     | Inna           | Hot                                  |
| Austria     | Saint Lu       | Saint Lu                             |
| Regno Unito | Mumford & Sons | Sigh No More                         |
| Svezia      | Miike Snow     | Miike Snow                           |
| Paesi Bassi | Caro Emerald   | Deleted Scenes From The Cutting Room |
| Belgio      | Stromae        | Cheese                               |

Vincitore del Premio del pubblico: The Baseballs

## Vincitori dell'EBBA 2010
| Paese       | Artista            | Album               |
| ----------- | ------------------ | ------------------- |
| Belgio      | Milow              | Milow               |
| Regno Unito | Charlie Winston    | Hobo                |
| Germania    | Peter Fox          | Stadtaffe           |
| Austria     | Soap&Skin          | Lovetune for Vacuum |
| Estonia     | Kerli              | Love Is Dead        |
| Svezia      | Jenny Wilson       | Hardships           |
| Portogallo  | Buraka Som Sistema | Black Diamond       |
| Francia     | Sliimy             | Paint Your Face     |
| Paesi Bassi | Esmée Denters      | Outta Here          |
| Italia      | Giusy Ferreri      | Gaetana             |

Vincitore del Premio del pubblico: Milow

## Vincitori dell'EBBA 2009
| Paese       | Artista        | Album                                  |
| ----------- | -------------- | -------------------------------------- |
| Francia     | AaRON          | Artificial Animals Riding on Neverland |
| Regno Unito | Adele          | 19                                     |
| Danimarca   | Alphabeat      | Alphabeat                              |
| Germania    | Cinema Bizarre | Final Attraction                       |
| Francia     | The Dø         | A Mouthfull                            |
| Paesi Bassi | Kraak & Smaak  | Boogie Angst                           |
| Danimarca   | Ida Corr       | One                                    |
| Svezia      | Lykke Li       | Youth Novels                           |
| Irlanda     | The Script     | The Script                             |
| Regno Unito | The Ting Tings | We Started Nothing                     |

## Vincitori dell'EBBA 2008
| Paese       | Artista            | Album                              |
| ----------- | ------------------ | ---------------------------------- |
| Belgio      | Reborn             | Fools Rush In                      |
| Danimarca   | Dúné               | We are in there, you are out there |
| Finlandia   | Sunrise Avenue     | On The Way To Wonderland           |
| Francia     | Ayo                | Joyful                             |
| Germania    | Cascada            | Everytime We Touch                 |
| Irlanda     | Dolores O'Riordan  | Are You Listening?                 |
| Polonia     | Hemp Gru           | Klucz                              |
| Spagna      | Miguel Ángel Muñoz | M.A.M.                             |
| Svezia      | Basshunter         | LOL <(^^,)>                        |
| Regno Unito | The Fratellis      | Costello Music                     |

## Vincitori dell'EBBA 2007
| Paese       | Artista            | Album                |
| ----------- | ------------------ | -------------------- |
| Belgio      | Gabriel Ríos       | Ghostboy             |
| Germania    | Tokio Hotel        | Schrei               |
| Francia     | Ilona Mitrecey     | Un monde parfait     |
| Grecia      | Elena Paparizou    | My Number One        |
| Regno Unito | Corinne Bailey Rae | Corinne Bailey Rae   |
| Irlanda     | Celtic Woman       | Celtic Woman         |
| Italia      | Vittorio Grigolo   | In the Hands of Love |
| Polonia     | Blog 27            | Lol                  |
| Svezia      | José González      | Veneer               |
| Spagna      | Beatriz Luengo     | Beatriz Luengo       |

## Vincitori dell'EBBA 2006
| Paese       | Artista             | Album                |
| ----------- | ------------------- | -------------------- |
| Belgio      | Sarah Bettens       | Scream               |
| Danimarca   | Hush                | A Lifetime           |
| Germania    | Juli                | Es ist Juli          |
| Francia     | Amel Bent           | Un jour d'été        |
| Regno Unito | KT Tunstall         | Eye to the Telescope |
| Irlanda     | Hal                 | Hal                  |
| Svezia      | Arash               | Boro Boro            |
| Spagna      | Bebe                | Pafuera Telanaras    |
| Ungheria    | Heaven Street Seven | Get Out And Walk!    |

## Vincitori dell'EBBA 2005
| Paese       | Artista         | Album                        |
| ----------- | --------------- | ---------------------------- |
| Danimarca   | The Raveonettes | Chain gang of love           |
| Germania    | Wir sind Helden | Die Reklamation              |
| Finlandia   | Redrama         | Every Day Soundtrack         |
| Francia     | Corneille       | Parce que l'on vient de loin |
| Regno Unito | Katie Melua     | Call Off the Search          |
| Irlanda     | Damien Rice     | O                            |
| Italia      | Benny Benassi   | Hypnotica                    |
| Polonia     | Myslovitz       | Korova Milky Bar             |
| Svezia      | Ana Johnsson    | The Way I Am                 |

## Vincitori dell'EBBA 2004
| Paese       | Artista       | Album                |
| ----------- | ------------- | -------------------- |
| Belgio      | Lasgo         | Some Things          |
| Danimarca   | Saybia        | The Second You Sleep |
| Germania    | Masterplan    | Masterplan           |
| Francia     | Carla Bruni   | Quelqu'un m'a dit    |
| Regno Unito | The Darkness  | Permission To Land   |
| Irlanda     | The Thrill    | So Much For The City |
| Italia      | Tiziano Ferro | Rosso Relativo       |
| Portogallo  | Mariza        | Fado Em Mim          |
| Spagna      | Las Ketchup   | Hijas del Tomate     |